# Puzanovia rubra
Puzanovia rubra är en fiskart som beskrevs av Fedorov, 1975. Puzanovia rubra ingår i släktet Puzanovia och familjen tånglakefiskar. Inga underarter finns listade i Catalogue of Life.